# Jérôme Btesh
Jérôme Btesh est un sculpteur plasticien français né en 1968 à Boulogne. Il est le fils ainé du chanteur Richard Anthony et de sa première femme Michèle.

## Démarche
Jérôme Btesh exploite les matériaux comme le métal, le verre, les objets industriels, les mots, les néologismes, les jeux lumière. Depuis 2001, il a élaboré un univers d'objets qu'il intitule « matrices » et « light box ». 
Pour ses « matrices », il crée à partir d’une épaisse plaque d’acier repliée sur un cadre, corrodée à l'acide puis redécoupée, un boîtier comme un écrin. Un ou plusieurs galets de verre fondu laissent entrevoir une image photographique créée exclusivement pour chaque œuvre. En se déplaçant vers ou autour de l'œuvre, le jeu d'un miroir permet de réfléchir des caractères d'imprimerie métalliques suspendus, composant un mot, une phrase, une allitération. 
Les Light Box ou caissons lumineux sont figurés en blocs carrés ou longues boîtes rectangulaires métalliques, en intox massif poli. Une photographie transparente incluse et éclairée depuis l'intérieur, figure le reflet typographique d'une de ses "matrices".  
Il s'engage avec d'autres artistes internationaux notamment dans le mouvement éphémère « greedy bastarts », pour dénoncer la scientisation et la financiarisation de l'art et les dérives de l'affaire Jérome Kerviel en février 2011. 
Ses œuvres sont dans 20 pays,Il participe à plusieurs mouvements collectifs d'artistes, notamment autour de valeurs humanistes et critiques,,. En 2012, un documentaire lui est consacré, réalisé par Scotto Production, dans la collection « Gueules d'art ». 

## Principales expositions
- 2007 : Art Paris Art Fair, « Artists4Life » au Grand Palais (Paris).
- 2008 : Galerie Nivet-Carzon (Paris)
- 2009 : Davis Museum (Lisbonne, Portugal)
- 2009 : Art Paris Grand Palais (Paris)
- 2010 : Slick Art Fair Le 104 (Paris)
- 2011 : Galerie Chic Art Fair (Paris)
- 2011 : Espace Saint Germain, galerie Pierre Kleinmann (Paris)
- 2012 : Artcurial, Exposition « Les écoles de l’espoir » (Paris)
- 2012 : Galerie Laetitia de Caritat (Bruxelles, Belgique)
- 2013 : Exposition « Carré sur Seine »c/o Exit Art Contemporain à Boulogne Billancourt (France)
- 2013 : Galerie Jane Griffiths Val d'Isère
- 2013 : Le 13bis Centre D'art, La Seyne sur Mer
- 2013 : Artcurial Paris
- 2009-2018 : Galerie Exit Art Contemporain Boulogne